# La dolce vita (soundtrack)
La dolce vita is de originele soundtrack, gecomponeerd door Nino Rota en gedirigeerd door Franco Ferrara voor de film La dolce vita uit 1960 van Federico Fellini. Het album werd uitgebracht in 1960 door RCA Records.

## Tracklijst
Alle muziek en teksten zijn geschreven door Nino Rota, tenzij anders vermeld. 
| 1.                 | Titoli Di Testa - Canzonetta - Notturno | 5:10 |
| 2.                 | Cadillac - Arrivederci Roma - Caracalla's (Written-By [Arrivederci Roma] – Renato Rascel)                                                                                              | 5:43 |
| 3.                 | La Dolce Vita - Via Veneto | 1:37 |
| 4.                 | Patricia - Canzonetta - Entrata Dei Gladiatori - Valzer (Parlami Di Me) (Written-By [Entrata Dei Gladiatori] – Julius Fučík / Written-By [Patricia] – Pérez Prado)                     | 3:48 |
| 5.                 | Lola (Yes Sir, That's My Baby) - Valzer (Parlami Di Me) - Stormy Weather (Written-By [Lola (Yes Sir, That's My Baby)] – Walter Donaldson / Written-By [Stormy Weather] – Harold Arlen) | 4:26 |
| 6.                 | Via Veneto E I Nobili | 4:26 |
| 7.                 | Blues - La Dolce Vita Dei Nobili | 5:45 |
| 8.                 | Notturno E Mattutino | 1:33 |
| 9.                 | La Dolce Vita - La Bella Melanconica | 3:05 |
| 10.                | La Dolce Vita Nella Villa Di Fregene - Can Can - Jingle Bells - Blues - La Dolce Vita - Why Wait (Written-By [Why Wait] – Pérez Prado)                                                 | 6:11 |
| 11.                | La Dolce Vita - Finale | 3:02 |
| Totale duur: 41:45 | |      |

## Hitnoteringen

### NPO Klassiek Filmmuziek Top 200
| Jaar    | 2024 | 2025 |
| ------- | ---- | ---- |
| Positie | 172  | 126  |

## Prijzen en nominaties
| Jaar | Prijs        | Categorie                                                                 | Genomineerde(n) | Uitslag     |
| ---- | ------------ | ------------------------------------------------------------------------- | --------------- | ----------- |
| 1962 | Grammy Award | Beste soundtrackalbum of opname van muziek uit een film of televisieserie | Nino Rota       | Genomineerd |